# Дело Ольги Зелениной
Дело Ольги Зелениной или «Маковое дело» — уголовное дело в отношении тринадцати человек, в том числе предпринимателя Сергея Шилова, обвинённого в наркотрафике под видом поставки в Россию кондитерского мака и организации преступного сообщества, и эксперта Пензенского НИИ сельского хозяйства Ольги Зелениной, давшей заключение о том, что наркосодержащие примеси, выявленные в кондитерском маке, технически не могут быть выделены из партии и использованы для синтеза наркотика, и обвинённой в превышении должностных полномочий и участии в преступном сообществе. Остальным обвиняемым вменялись участие в преступном сообществе, покушение на сбыт наркотиков и контрабанда наркотиков. С октября 2016 года дело слушалось в Брянском областном суде. Уголовное преследование коммерсантов и эксперта получило широкий резонанс в России. В декабре 2018 года все обвиняемые были оправданы коллегией присяжных.

## Возбуждение дела
Компании ООО «МКМ» и ООО «Алкарус», которыми владел и руководил предприниматель Сергей Шилов, в 2010 году ввезли в Россию через Брянскую таможню 42 тонны кондитерского мака, приобретённых у испанской компании Alcaliber S.A. Эти поставки привлекли внимание ФСКН, обнаружившей в пробах партии 0,00069 % и 0,00049 % наркотических веществ морфина и кодеина соответственно. Расчётным путём сотрудники ФСКН пришли к выводу, что вся партия содержит 295 граммов морфина и 205 граммов кодеина. В 2011 году Шилов обратился в НИИ сельского хозяйства (Пенза) с запросом о том, можно ли из кондитерского мака выделить маковую соломку, которая и используется при приготовлении наркотиков. В письме от 29 сентября 2011 года, подготовленном заведующей химико-аналитической лабораторией НИИ, кандидатом сельскохозяйственных наук Ольгой Зелениной, содержался вывод о том, что наркосодержащие примеси образуются в пищевом маке естественным путём, и отделить их технологически невозможно. Уголовное дело было прекращено ещё до получения заключения Зелениной (в первый раз — в апреле 2011 года, повторно — в июле 2011 года).
При этом в России запрещено культивирование опийного мака, но разрешён ввоз его семян, которые и используются в кондитерском деле и не содержат морфина или кодеина. Однако морфин и кодеин могут содержаться в других частях растения, которые смешиваются с семенами во время сбора. До 2007 года в России действовал принятый в 1973 году ГОСТ 12094-76, допускавший содержание в пищевом маке до 3 % примесей. С 2007 года был введён ГОСТ 52533-2006, уже исключавший наличие любых примесей. В 2010 году ГОСТ был дополнен запретом на содержание наркотических веществ.
В 2012 году на складе Шилова в Пушкине были обнаружены 200 тонн мака с аналогичными примесями. ФСКН открыла новое уголовное дело, и в июле того же года Сергей Шилов, его брат Владимир и сын Роман были арестованы. Им предъявили обвинения в сбыте наркотиков организованной группой (ст. 228.1 Уголовного кодекса). 13 августа следователи возобновили расследование «брянского дела», 15 августа Ольга Зеленина была задержана в Пензе и доставлена в Москву. Арест 56-летней Зелениной вызвал громкую общественную реакцию, и 25 сентября суд признал арест незаконным. Позже следствие избрало для неё подписку о невыезде из Москвы. 28 сентября 2012 года два дела в отношении Зелениной о пособничестве в контрабанде и приготовлении к сбыту наркотиков в составе организованной группы и о превышении должностных полномочий были объединены. В ноябре обвинение Зелениной было переквалифицировано с пособничества контрабанде и сбыту наркотиков на участие в организованном преступном сообществе, в итоговой версии она обвиняется по ч. 5 ст. 33, ч. 2 ст. 210, ч. 1 ст. 286 УК.
Позиция обвинения, которую озвучил в ноябре 2012 года руководитель Следственного департамента ФСКН Сергей Яковлев, состояла в том, что из засорённого наркотиками мака разовые дозы могут быть легко получены в кустарных условиях, а в партии мака, ввезённой Шиловым, содержались морфин, кодеин и тебаин, достаточные для приготовления 210 тыс. разовых доз. Зеленина, по утверждению Яковлева, знала, что мак идёт на продажу наркопотребителям, подготовила письмо с искажёнными выводами и отправила его от имени НИИ с превышением своих полномочий.

## Биография обвиняемых
Ольга Николаевна Зеленина (1957 г.р., Ташкентская область Узбекской ССР; урождённая Борисова) в 2004 году защитила кандидатскую диссертацию «Агроэкологическая оценка исходного материала конопли для создания безнаркотических сортов в условиях лесостепи Поволжья». Она возглавляет химико-аналитическую лабораторию Пензенского НИИ сельского хозяйства. Участвовала в качестве специалиста в уголовных процессах, связанных с оборотом наркосодержащих растений и запрещённых веществ растительного происхождения. Зеленина входила в рабочую группу Общественной палаты РФ по вопросам внесения изменений в ГОСТ по маку.
Сергей Шилов одиннадцать лет служил в вооружённых силах на космодроме «Байконур» и занялся бизнесом после выхода в отставку. Поставками мака он начал заниматься в 2008 году. Его называли одним из крупнейших импортёров мака в Россию.

## Расследование и суд
В 2014 году прокурор после утверждения обвинительного заключения направил дело в Московский городской суд. Мосгорсуд передал дело в Брянский областной суд, посчитав, что дело находится в его юрисдикции, так как основная часть вменяемых обвиняемым преступлений была совершена при ввозе мака через Брянскую таможню. Зеленина критиковала это решение, так как большая часть мака была задержана в Московской области, а не в Брянске, и заявляла, что это делается для снижения интереса прессы к делу. В январе 2015 года Брянский областной суд вернул дело прокурору. В октябре 2015 года прокурор снова направил дело в суд, в декабре суд повторно вернул его в прокуратуру. В июне 2016 года дело поступило в Брянский областной суд в третий раз. 20 октября 2016 года Брянский областной суд начал рассмотрение дела по существу. Поскольку обвиняемым по ч. 4 ст. 229.1 УК (контрабанда наркотических средств в особо крупном размере) может быть назначено наказание в виде пожизненного лишения свободы, по требованию Шиловых дело слушалось с участием присяжных.
Всего обвиняемыми по делу проходили 13 человек. Пятеро из них были заключены под стражу, в том числе Роман Шилов, имеющий гражданство Австралии. Ольга Зеленина с 2012 года находилась под подпиской о невыезде в Москве.
20-21 декабря 2018 года присяжные Брянского областного суда вынесли оправдательный вердикт в отношении всех обвиняемых.